# Demídovka (Bélgorod)
Demídovka (en ruso: Демидовка) es un pueblo ruso perteneciente al óblast de Bélgorod. Situado en el suroeste del país, forma parte del raión de Krásnaya Yaruga y del municipio de Gráfovka.

## Geografía
Demídovka se encuentra 22 km al noroeste de Krásnaya Yaruga, cerca de la frontera con Ucrania, y forma parte de la región histórica de Ucrania Libre oriental.

## Historia
El 23 de marzo de 2025, el pueblo fue escenario de una incursión en la óblast de Bélgorod de las Fuerzas Armadas de Ucrania en el transcurso de la guerra ruso-ucraniana, pasando a estar bajo control ucraniano el 24 de marzo.

## Demografía
La evolución demográfica de Demídovka entre 2002 y 2010 fue la siguiente:
| 299                            | 272 |
| (Fuente: Population of Russia) |     |

En el censo de 2010, el 84% de la población eran rusos.